# Aramon
Aramon je crna sorta grožđa. Vino od ove sorte je nepopularno radi slabe arome, svijetle boje i niske količine alkohola. Uglavnom se proizvodi u Francuskoj, ali se površina pod ovom sortom brzo smanjuje. Pretežno se koristi u vinima od više sorti.
(S obzirom na relativno dobru geografsku rasprostranjenost, čemu svjedoči i broj naziva za ovu sortu, pitam se da li je doista riječ o nekvaliteti, ili samo o nemogućnosti ove sorte da zadovolji današnje zahtjeve hiperprodukcije. - op. a.)
Sinonimi: Aramon crni, Pisse-vin, Plante Riche, Ugni Noir, Burchard´s pride, Eromoul, Gros Bouteillan, Rabalairé, Romonen

## Vanjske poveznice
- Mali podrum  Arhivirana inačica izvorne stranice od 18. svibnja 2006. (Wayback Machine) - Aramon; hrvatska vina i proizvođači